# Marc Froment-Meurice
Pour les autres membres de la famille, voir famille Froment-Meurice.
Marc Froment-Meurice, né le 30 octobre 1953 à Tokyo et mort le 25 juin 2019 à Penguily, est un philosophe et un écrivain français.

## Biographie
Marc Froment-Meurice est né à Tokyo le 30 octobre 1953 d'un père diplomate et d'une mère énarque.
Il effectue une bonne partie de sa scolarité à l'étranger, au gré des déplacements de ses parents (Union des républiques socialistes soviétiques, Égypte), puis à Paris, au lycée Louis-le-Grand en 1968, puis au lycée Pasteur à Neuilly, où il passe son baccalauréat littéraire en 1970.
Il est admis aux Classes préparatoires littéraires du lycée Condorcet, où il côtoie François Fédier, et, en khâgne, Jean Beaufret. Il obtient ses équivalences et effectue une licence puis une maîtrise de philosophie à l'Université Paris-Nanterre (1974: Le Pas Gagné), voyages (d'Istanbul à Bali, 1975), cinéma (avec Jean-Pierre Mocky, 1976 ; en Colombie avec Philippe Attuel en 1979).
Il obtient son DEA puis un doctorat de 3e cycle sur La Pensée de John Cage avec Daniel Charles en musicologie à l'Université de Vincennes. Il la soutient à l'Université Paris-Nanterre le 24 octobre 1979 en présence de John Cage lui-même.
De 1980 à 1983, il travaille au C.N.C. pour la Commission d'Avances sur Recettes, et à l'Institut national de l'audiovisuel aux archives de la radio.
Il est également lecteur aux Éditions Gallimard de 1980 à 1989. À cette date, il part aux États-Unis comme professeur invité à la Washington State University, à Seattle.
Il est membre du Collège international de philosophie, et anime en 1992 un séminaire sur la Poétique de Martin Heidegger.